# 정칙렬
가환대수학에서 정칙렬(正則列, 영어: regular sequence 레귤러 시퀀스[*])은 어떤 가군의 크기를 하나씩 ‘최대한’ 줄이는, 가환환 원소들의 열이다.:123–152, Chapter 6 여기서 가군의 ‘크기를 줄인다’는 것은 가환환의 원소로 생성되는 부분 가군에 대한 몫가군을 취하는 것이다. 구체적으로, 정칙렬에서 임의의 성분 {\displaystyle a_{i}}는 그 이전 성분들({\displaystyle a_{1},a_{2},\dotsc ,a_{i-1}})로 생성되는 부분 가군 {\displaystyle (a_{1},a_{2},\dotsc ,a_{i-1})M}에 대한 몫가군 {\displaystyle M/(a_{1},a_{2},\dotsc ,a_{i-1})M}의 영인자가 아니다.
대수기하학적으로, 정칙렬은 여차원을 양의 정수 만큼씩 줄이는 ‘잘라내기’들로서 정의되는 부분 대수다양체에 해당한다.

## 정의
다음이 주어졌다고 하자.
- 가환환 {\displaystyle R}
- {\displaystyle R}의 아이디얼 {\displaystyle {\mathfrak {a}}}
- {\displaystyle R}의 가군 {\displaystyle M}. 또한, {\displaystyle {\mathfrak {a}}M\subsetneq M}이라고 하자.

유한 원소열 {\displaystyle r_{1},\dots ,r_{n}\in R}가 다음 조건을 만족시키면, {\displaystyle M}의 정칙렬이라고 한다.:419
- 임의의 {\displaystyle i=1,2,\dots ,n} 및 {\displaystyle m\in M}에 대하여، 만약 {\displaystyle r_{i}m\in (r_{1},\dotsc ,r_{i-1})M}이라면, {\displaystyle m\in (r_{1},\dotsc ,r_{i-1})M}이다. (즉, {\displaystyle r_{i}}는 {\displaystyle M/(r_{1},\dots ,r_{i-1})M}의 영인자가 아니다.)

일부 문헌에서는 정칙렬의 정의에 {\displaystyle (r_{1},\dotsc ,r_{n})M\neq M}이라는 조건을 추가한다. 이는 가군의 깊이의 개념을 정의하는 데 더 편리하지만, 이 조건은 국소화에 대하여 보존되지 못한다.
기하학적으로, 정칙렬의 원소는 가군의 소멸자 {\displaystyle \operatorname {Ann} _{R}M} 속의 일련의 부분 스킴들
{\displaystyle \operatorname {Spec} {\frac {R}{\operatorname {Ann} _{R}M}}\leftarrow \operatorname {Spec} {\frac {R}{\operatorname {Ann} _{R}(M/r_{1}M)}}\leftarrow \operatorname {Spec} {\frac {R}{\operatorname {Ann} _{R}(M/(r_{1},r_{2})M)}}\leftarrow \dotsb }
에 대응된다. 특히, 만약 {\displaystyle M=R}인 경우 이는 ‘방정식’을 하나씩 추가하여 얻어지는 부분 스킴들의 열
{\displaystyle \operatorname {Spec} R\leftarrow \operatorname {Spec} {\frac {R}{(r_{1})}}\leftarrow \operatorname {Spec} {\frac {R}{(r_{1},r_{2})}}\leftarrow \dotsb }
에 해당한다.

## 성질
{\displaystyle R}-가군 {\displaystyle M} 속의 정칙렬 {\displaystyle r_{1},r_{2},\dotsc ,r_{d}}이 주어졌을 때, 임의의 가역원 {\displaystyle u_{1},u_{2},\dots ,u_{d}\in R^{\times }}에 대하여 {\displaystyle u_{1}r_{1},\dotsc ,u_{d}r_{d}} 역시 정칙렬이다.

### 국소화
{\displaystyle R}-가군 {\displaystyle M} 속의 정칙렬 {\displaystyle r_{1},\dotsc ,r_{d}}이 주어졌으며, {\displaystyle R}의 곱셈 모노이드 {\displaystyle S\subseteq R}가 주어졌다고 하자. 그렇다면, 국소화 {\displaystyle S^{-1}R}로 가는 표준 환 준동형 {\displaystyle \phi \colon R\to S^{-1}R}에 대하여, 원소열 {\displaystyle \phi (r_{1}),\dotsc ,\phi (r_{d})} 역시 {\displaystyle S^{-1}M}의 정칙렬이다.
(※만약 정칙렬의 정의에 {\displaystyle (r_{1},\dotsc ,r_{d})M\neq M}이라는 조건을 추가한다면, 이 조건은 국소화에 의하여 일반적으로 보존되지 못한다.)

### 순열
정칙렬의 순열은 일반적으로 정칙렬이 아니다.
다만, 뇌터 가환환 {\displaystyle R}의 유한 생성 가군 {\displaystyle M}에 대하여, 만약 다음 조건이 성립한다면, 정칙렬 {\displaystyle a_{1},a_{2},\dotsc ,a_{d}}의 순열은 역시 정칙렬이다.:126, Theorem 16.3
- 아이디얼 {\displaystyle (a_{1},a_{2},\dotsc ,a_{d})}은 {\displaystyle R}의 근기 {\displaystyle \operatorname {rad} R}의 부분 집합이다.

### 깊이
뇌터 가환환 {\displaystyle R}의 아이디얼 {\displaystyle {\mathfrak {a}}\subsetneq R} 및 유한 생성 가군 {\displaystyle M}이 주어졌을 때, {\displaystyle {\mathfrak {a}}} 속에 포함된 {\displaystyle M}-정칙렬의 최대 길이를 {\displaystyle ({\mathfrak {a}},M)}의 깊이라고 한다. 이 개념은 호몰로지 대수학에서 중요한 역할을 한다.
국소 가환환에서, 극대 아이디얼에 포함된 정칙렬의 길이는 그 크룰 차원 이하이다. 이 상한을 포화시키는 (즉, 깊이와 차원이 일치하는) 국소 가환환을 코언-매콜리 국소환이라고 한다.

## 예
길이 1의 정칙렬은 단순히 가군의 영인자가 아닌 임의의 원소이다.

### 정칙렬이 아닌 정칙렬 순열
{\displaystyle \mathbb {C} [x,y,z]}를 스스로 위의 가군으로 간주하자. 이 경우,
{\displaystyle x,y(1-x),z(1-x)}
는 정칙렬이다. 그러나 그 순열인
{\displaystyle y(1-x),z(1-x),x}
는 정칙렬이 아니다.:127, §16 구체적으로, {\displaystyle y(1-x)}는 {\displaystyle \mathbb {C} [x,y,z]}의 영인자가 아니지만, {\displaystyle z(1-x)}는 {\displaystyle \mathbb {C} [x,y,z]/(y(1-x))}의 영인자이다. 예를 들어
{\displaystyle z(1-x)\cdot y\in y(1-x)\mathbb {C} [x,y,z]}
{\displaystyle y\not \in y(1-x)\mathbb {C} [x,y,z]}
이다.
기하학적으로, {\displaystyle \mathbb {C} [x,y,z]}는 3차원 아핀 공간이며, 이 경우
{\displaystyle \mathbb {C} [x,y,z]/(x)}
는 {\displaystyle x=0}으로 정의되는 {\displaystyle yz} 평면이다. 그 속에서
{\displaystyle \mathbb {C} [x,y,z]/(x,y(1-x))\cong \mathbb {C} [x,y,z]/(x,y)}
는 {\displaystyle z}축이며,
{\displaystyle \mathbb {C} [x,y,z]/(x,y(1-x),z(1-x))\cong \mathbb {C} [x,y,z]/(x,y,z)}
는 그 속의 원점이다.
반면,
{\displaystyle \mathbb {C} [x,y,z]/(y(1-x))}
는 {\displaystyle y=0} 평면과 {\displaystyle x=1} 평면의 합집합이다. 그 속에서
{\displaystyle \mathbb {C} [x,y,z]/(y(1-x),z(1-x))}
는
{\displaystyle y=z=0} 축과 {\displaystyle x=1} 평면의 합집합이므로, 이는 양의 여차원을 갖지 못한다.

## 같이 보기
- 코쥘 복합체
- 가군의 깊이